# Viškovići
Viškovići is een plaats in de gemeente Raša in de Kroatische provincie Istrië. De plaats telt 182 inwoners (2001).